# Bobo (Aya Nakamura)
Bobo è un singolo della cantante francese Aya Nakamura, pubblicato il 27 maggio 2021.